# Friedrich Molters
Anton Friedrich Molters (* 3. Oktober 1779 in Hannover; † 5. Dezember 1842 in Emmerberg vor Hannover) war ein deutscher Schneider, Maler, Wappenmaler und Zeichenlehrer.

## Leben
Anton Friedrich Molters wurde 1779 in der Gemeinde der hannoverschen Marktkirche geboren als Sohn des Schneidermeisters Jobst Conrad Molters.
Laut den Adressbüchern Hannovers war Molters 1817 noch als Schneider gelistet, ab 1818 dann als Maler, später als Wappenmaler und Zeichenlehrer. Er wohnte anfangs in der Schmiedestraße, gefolgt von der Osterstraße sowie an der Aegidienkirche und schließlich in dem – damaligen – Ort Emmerberg, der sich seinerzeit noch vor dem Aegidientor fand.

## Obstsorten-Gouachen

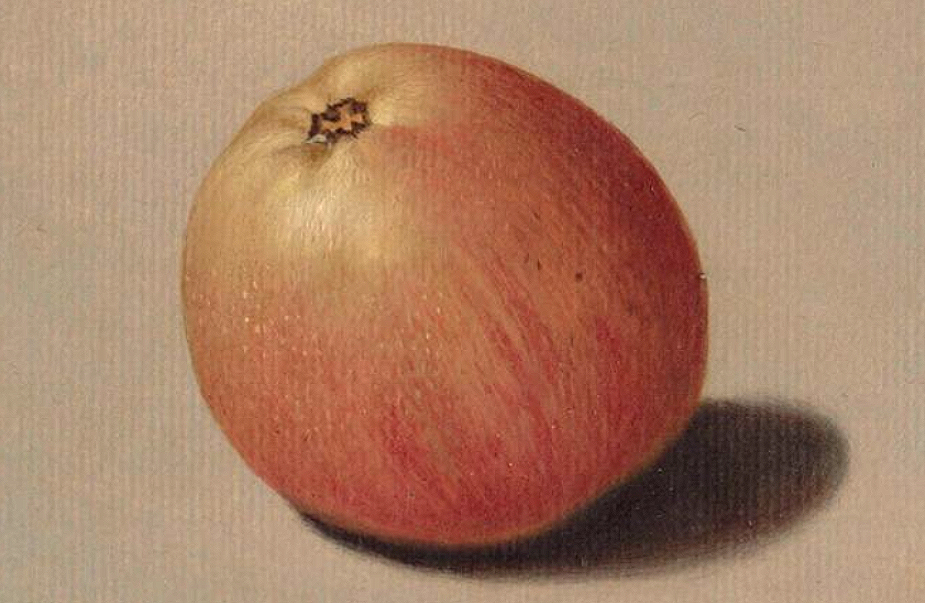
Ein in der Königlich Hannoverschen Obstbaumplantage kultivierter Apfel;
Gouache auf grauem gestrichenen Papier, 1833

1833 erhielt Molters von der damaligen Königlich Hannoverschen Hofgartenverwaltung den Auftrag, Zeichnungen „[…] nach der Natur“ von auf der Königlichen Obstbaumplantage in Herrenhausen kultivierten Obstsorten zu fertigen. Im Ergebnis haben sich 170 Abbildungen von Äpfeln, Birnen und Pfirsichen als Unikate erhalten, die „[…] durch eine Vielfalt an Größen, Formen und Farben [verblüffen] und […] einen anschaulichen Eindruck vom Sortenreichtum in der Blütezeit des Obstbaus“ vermitteln. Die Gouachen sind im Eigentum der Stiftung Niedersachsen und waren 2009 Teil der in der Gottfried Wilhelm Leibniz Bibliothek – Niedersächsische Landesbibliothek gezeigten Ausstellung „Von den Vorzügen der Herrenhäuser Fruchtbäume“ Einblicke in die Königliche Gartenbibliothek Herrenhausen.
Die bekannten Gouachen aus der Provenienz der Königlichen Gartenbibliothek Herrenhausen sind in gebundener Form in mehreren Bänden unter Titel wie Abbildung und Beschreibung der Aepfel, welche in der Königl. Obstbaum-Plantage zu Herrnhausen gezogen werden als Digitalisate der Gottfried Wilhelm Leibniz Bibliothek online abrufbar inklusive eines von Molters am 14. Oktober 1833 an den Plantagenmeister in Herrenhausen, Christian Wilhelm Metz, verfassten handschriftlichen Briefes.

## Archivalien
Weitere Archivalien von und über Friedrich Molters finden sich beispielsweise
- als Vermerk „[…] Angebot des Bildes ‚Schloss Binggenberg‘ von Wappenmaler F. Molters“ in einer Akte unter den Titeln 1. Ankauf Neue Meister 1931–1932, auch Ankaufsangebote; / 2. Verschiedenes 1916–1929 im Niedersächsischen Landesarchiv (Standort Hannover), Signatur NLA HA Hann. 152 Acc. 2006/013 Nr. 55[4]